# BrandZ
BrandZ é um banco de dados brand equity que detém dados de mais de 650 mil consumidores e profissionais de 31 países, comparando mais de 23.000 marcas. O banco de dados é usado para estimar as avaliações da marca e a cada ano, desde 2006, tem sido usado pela Millward Brown, empresa do grupo Kantar, para gerar uma lista das 100 maiores marcas globais. O ranking BrandZ é lançado anualmente, em edições globais e regionais.
De acordo com o BrandZ "o valor da marca é o valor financeiro de uma marca definido como a soma de todos os ganhos que a marca deverá gerar." O BrandZ recolhe anualmente dados de consumidores, com cada pessoa questionada para avaliar marcas em um competitivo contexto de uma categoria de mercado. Isso gera opiniões de pessoas que conhecem a categoria e, portanto, podem julgar uma marca com base nos atributos que são importantes para eles. Os setores abrangidos incluem: bens de consumo embalados, varejo/e-commerce, serviços e corporativas. Usando estes dados, o BrandZ tenta calcular os números que quantificam o grau de lealdade dos consumidores a cada marca e os potenciais de crescimento das marcas. O
No ranking de 2016, o Google retomou o posto de marca mais valiosa do mundo, avaliado em 229 bilhões de dólares segundo o BrandZ. A Apple ficou com a segunda colocação, avaliada em 228 bilhões de dólares. Microsoft, AT&T, Facebook, Visa, Amazon, Verizon, McDonald's e IBM completam o top 10 do ranking, que concentra empresas inovadoras e de tecnologia.
No Brasil, a marca mais valiosa é a Skol, avaliada em 6,7 bilhões de dólares. Considerando os últimos 10 anos, a marca brasileira mais valiosa foi o Bradesco.